# 남한산초등학교

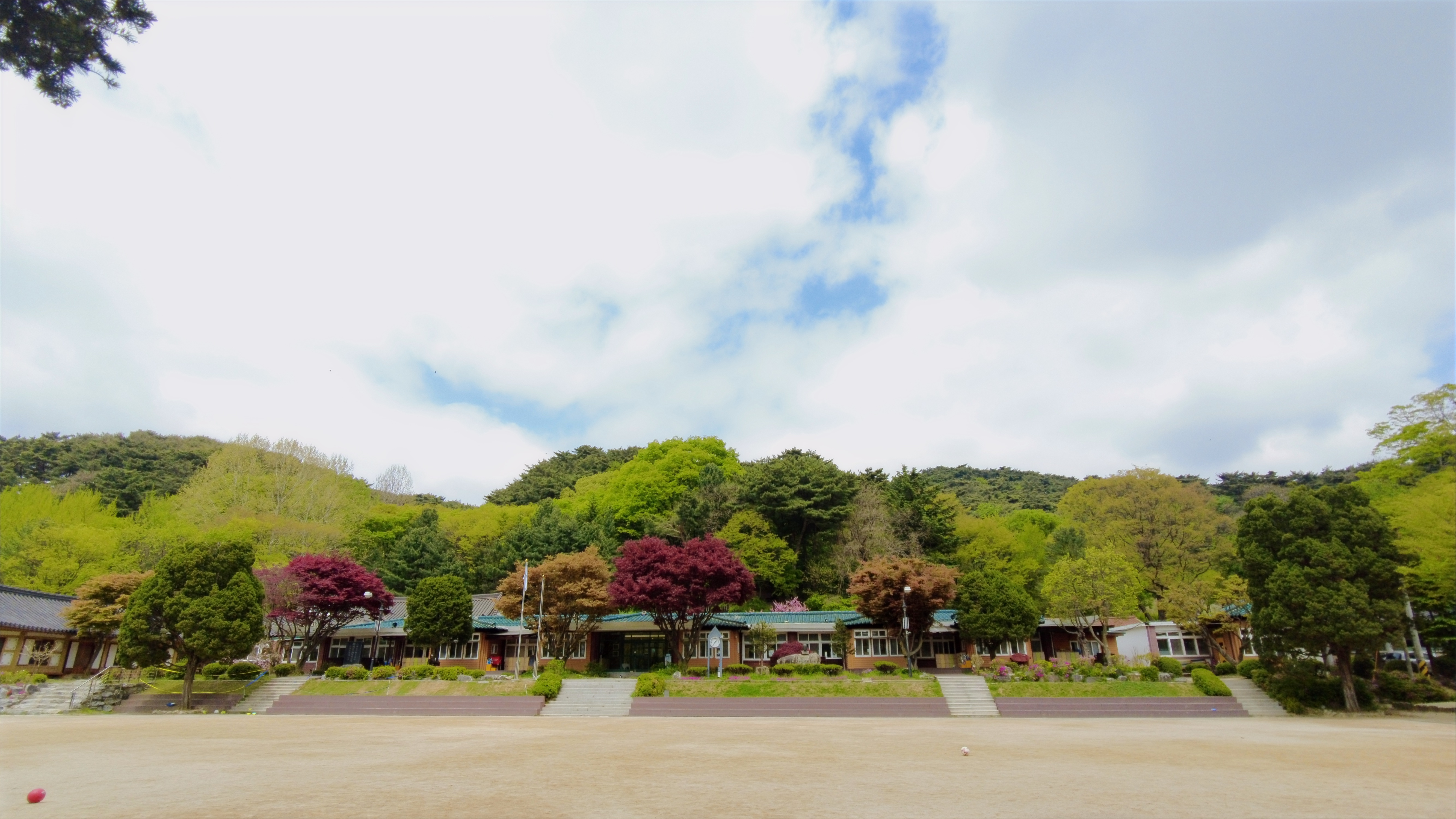
남한산초등학교 가을 전경

남한산초등학교는 대한민국 경기도 광주시에 있는 공립 초등학교이다. 2001년 작은 학교 운동을 시작한 학교이자, 대한민국 최초의 혁신학교로 알려져 있다.

## 학교 연혁
- 1901년 1월 17일 : 광주군 공립소학교 설립
- 1912년 5월 1일 광주공립보통학교 개교
- 1918년 4월 1일  남한산공립보통학교로 개칭
- 1938년 4월 1일 남한산심상소학교로 변경 (조선교육령 개정)
- 1941년 4월 1일 남한산국민학교로 변경 (교육령 개정)
- 2001년 3월 1일 전교생 27명 3학급에서 96명 6학급으로 작은학교살리기운동 진행
- 2001년 12월 4일 전국 아름다운학교 전국대상 수상
- 2011년 3월 22일 포스코 청암교육대상 수상
- 2013년 2월 15일 남한산초등학교 이야기 출판

## 참고 자료
- 남한산초등학교 - 한국교육학술정보원 학교알리미